# Wen Ding
En aquest nom xinès, el cognom és Wen.
Wen Ding (文丁) va ser el rei de la Dinastia Shang de la història xinesa del 1112 al 1102 aEC. Va tenir el nom alternatiu de Da Ding (大丁), i el seu nom atorgat va ser Tuo (托).
Segons els Annals de Bambú, la seva capital hi era a Yin (殷) o Zimou (自沬). En el segon any del seu regnat, l'estat vassall del clan Zhou (诸侯), amb el general Jili (季历), fill de Gugong Danfu, va atacar els Yanjing Rong (燕京戎) però aquests van derrotar-hi a Jili.
Durant el tercer any del seu regnat, el riu de Heng (洹 水) es va assecar. En el quart any del seu regnat, Jili va atacar els Yuwu Rong (余无戎) i va sortir victoriós, convertint Yuwu en un client Zhou. En el setè any del seu regnat, Jili va atacar els Hu Rong (呼戎) i va estar victoriós de nou.
Diversos anys després, Jili va derrotar els Xitu Rong (翳徒戎) i, capturant tres generals, va informar de la victòria al rei Wen Ding. Això no obstant, preocupat que Zhou s'estava fent més poderós, el rei Wen Ding va recompensar en gran manera a Jili per les seves victòries i el van enviar a un poble anomenat Saiku (塞库). Allí Wen Ding va fer assassinar Jili.
| Wen Ding Dinastia Shang         |                                     |                    |
| Títols de regnat                |                                     |                    |
| Precedit per: Wu Yi (governant) | Rei de la Xina apr. 1112 – 1102 aEC | Succeït per: Di Yi |